# نیرو های مسلح موریس
نیروهای مسلح موریس (به انگلیسی: Mauritius Armed Forces) مسئولیت اصلی حفظ امنیت و دفاع از جمهوری موریس را بر عهده دارند. این نیروها شامل شاخه‌های مختلفی از جمله نیروی پلیس، گارد ساحلی و نیروهای شبه‌نظامی هستند و وظایف آنها شامل مقابله با تهدیدات خارجی، تأمین امنیت داخلی، و حفاظت از مرزهای دریایی کشور می‌شود. با توجه به موقعیت جزیره‌ای موریس، گارد ساحلی یکی از مهم‌ترین بخش‌های نیروهای مسلح این کشور به‌شمار می‌رود که وظیفه حفاظت از آب‌های منطقه‌ای و مبارزه با فعالیت‌های غیرقانونی مانند قاچاق را بر عهده دارد.